# Niech żyje życie
Niech żyje życie – drugi album zespołu Kolor wydany przez wytwórnię Green Star jesienią 1995 na kasecie magnetofonowej. Nagrania dokonano w Studiu Ramzes w Białymstoku.
Był to pierwszy album tego zespołu, na którym wszystkie utwory były skomponowane przez Marzannę i Marka Zrajkowskich. Do piosenki „Niech żyje życie” został nakręcony teledysk. Był on wyemitowany jako pierwszy w programie Disco Polo Live na antenie telewizji Polsat 3 lutego 1996 roku. Zespół otrzymał za to nagrodę na festiwalu w Ostródzie latem 2001 za debiut telewizyjny. 

## Lista utworów
Strona A:
1. „Niech żyje życie” – 3:05
2. „Pierwsza miłość” – 3:53
3. „Cygański romans” – 3:08
4. „Słoneczna lambada” – 3:27
5. „Mój Romeo” – 3:10
6. „Więc podaj dłoń” – 4:45

Strona B:
1. „Goniąc za motylem” – 3:01
2. „Baśniowy kraj” – 3:05
3. „Zimna lady” – 2:00
4. „Pożegnanie” – 5:12
5. „Białe żagle” – 3:08
6. „O nie, nie” – 3:58